# Idaea zoalma
Idaea zoalma là một loài bướm đêm trong họ Geometridae.